# Ptyelinellus praefractus
Ptyelinellus praefractus is een halfvleugelig insect uit de familie Aphrophoridae. De wetenschappelijke naam van deze soort is voor het eerst geldig gepubliceerd in 1908 door Distant.